# Yusuf Yazıcı
Yusuf Yazıcı (Trebisonda, 29 gennaio 1997) è un calciatore turco, centrocampista dell'Olympiacos e della nazionale turca.

## Caratteristiche tecniche
Centrocampista offensivo di piede mancino, in grado da agire anche come centravanti o seconda punta, veloce e dotato di ottima tecnica individuale, è abile nel controllo palla, oltre che nella capacità di tiro e negli inserimenti; la buona visione di gioco e la precisione nei calci da fermo gli permettono di essere anche un ottimo assist-man.

## Carriera

### Club
Cresciuto nel settore giovanile del Trabzonspor, squadra della sua città natale, ha esordito in prima squadra il 22 dicembre 2015, nella partita di Coppa di Turchia vinta per 2-1 contro il Gaziantepspor.
Il 6 agosto 2019 passa a titolo definitivo, per 17,5 milioni di euro, al Lilla, con cui firma un contratto quinquennale con scadenza il 30 giugno 2024. Nella sua prima stagione francese, a causa della rottura del crociato del ginocchio destro, colleziona 25 presenze e una rete tra Ligue 1, Coppa di Lega ed Europa League. Nella stagione successiva segna ben 6 reti nelle prime 3 partite della fase a gironi dell'Europa League, realizzando due triplette, entrambe in trasferta, il 22 ottobre contro lo Sparta Praga (1-4) e il 5 novembre contro il Milan (0-3), risultando il primo avversario a segnare una tripletta in casa del Milan dal 2000. Al contempo diviene il primo calciatore a realizzare due doppiette consecutive nella storia della competizione.
Il 19 gennaio 2022 viene ceduto in prestito al CSKA Mosca. Nelle prime sei partite giocate in Prem'er-Liga mette a segno almeno un gol, stabilendo un record, eguagliato appena una settimana più tardi da Wilson Isidor.
Nel settembre 2022 fa ritorno al Trabzonspor con la formula del prestito.
A fine prestito fa ritorno al Lilla.
Il 28 settembre 2024, dopo essere rimasto svincolato dal club francese, si accasa con l'Olympiacos.

### Nazionale
Dopo aver giocato con l'Under-19 e l'Under-21, l'11 giugno 2017 ha debuttato con la nazionale maggiore in occasione della partita di qualificazione al Mondiale 2018 vinta per 1-4 contro il Kosovo, subentrando al 74º minuto ad Oğuzhan Özyakup e fornendo l'assist per la quarta rete della sua squadra.
Il 1º giugno 2021 viene inserito tra i convocati per Euro 2020, competizione disputata con un anno di ritardo a causa della pandemia da COVID-19.

## Statistiche

### Presenze e reti nei club
Statistiche aggiornate al 26 maggio 2024.
| Stagione           | Squadra            | Campionato         | Campionato | Campionato | Coppe nazionali | Coppe nazionali | Coppe nazionali | Coppe continentali | Coppe continentali | Coppe continentali | Altre coppe | Altre coppe | Altre coppe | Totale | Totale |
| Stagione           | Squadra            | Comp               | Pres       | Reti       | Comp            | Pres            | Reti            | Comp               | Pres               | Reti               | Comp        | Pres        | Reti        | Pres   | Reti   |
| ------------------ | ------------------ | ------------------ | ---------- | ---------- | --------------- | --------------- | --------------- | ------------------ | ------------------ | ------------------ | ----------- | ----------- | ----------- | ------ | ------ |
| 2015-2016          | Trabzonspor        | SL                 | 6          | 2          | TK              | 3               | 0               | -                  | -                  | -                  | -           | -           | -           | 9      | 2      |
| 2016-2017          | Trabzonspor        | SL                 | 18         | 4          | TK              | 4               | 2               | -                  | -                  | -                  | -           | -           | -           | 22     | 6      |
| 2017-2018          | Trabzonspor        | SL                 | 33         | 10         | TK              | 2               | 0               | -                  | -                  | -                  | -           | -           | -           | 35     | 10     |
| 2018-2019          | Trabzonspor        | SL                 | 30         | 4          | TK              | 4               | 0               | -                  | -                  | -                  | -           | -           | -           | 34     | 4      |
| 2019-2020          | Lilla              | L1                 | 18         | 1          | CF+CdL          | 0+1             | 0               | UCL                | 6                  | 0                  | -           | -           | -           | 25     | 1      |
| 2020-2021          | Lilla              | L1                 | 32         | 7          | CF              | 2               | 0               | UEL                | 8                  | 7                  | -           | -           | -           | 42     | 14     |
| 2021-gen. 2022     | Lilla              | L1                 | 15         | 1          | CF              | 2               | 0               | UCL                | 4                  | 0                  | SF          | 1           | 0           | 22     | 1      |
| gen.-giu. 2022     | CSKA Mosca         | PL                 | 10         | 8          | CR              | 2               | 0               | -                  | -                  | -                  | -           | -           | -           | 12     | 8      |
| ago.-set. 2022     | Lilla              | L1                 | 4          | 1          | CF              | 0               | 0               | -                  | -                  | -                  | -           | -           | -           | 4      | 1      |
| 2022-2023          | Trabzonspor        | SL                 | 13         | 3          | TK              | 1               | 2               | UEL+UECL           | 4+2                | 0+0                | -           | -           | -           | 20     | 5      |
| Totale Trabzonspor | Totale Trabzonspor | Totale Trabzonspor | 100        | 23         |                 | 14              | 4               |                    | 6                  | 0                  |             | -           | -           | 120    | 27     |
| 2023-2024          | Lilla              | L1                 | 27         | 5          | CF              | 3               | 2               | UECL               | 12                 | 5                  | -           | -           | -           | 42     | 12     |
| Totale Lilla       | Totale Lilla       | Totale Lilla       | 96         | 15         |                 | 8               | 2               |                    | 30                 | 12                 |             | 1           | 0           | 135    | 29     |
| 2024-2025          | Olympiacos         | SLE                | 1          | 0          | CG              | 0               | 0               | UEL                | -                  | -                  | -           | -           | -           | 1      | 0      |
| Totale carriera    | Totale carriera    | Totale carriera    | 207        | 46         |                 | 24              | 6               |                    | 36                 | 12                 |             | 1           | 0           | 268    | 64     |

### Cronologia presenze e reti in nazionale
| Cronologia completa delle presenze e delle reti in nazionale ― Turchia | Cronologia completa delle presenze e delle reti in nazionale ― Turchia | Cronologia completa delle presenze e delle reti in nazionale ― Turchia | Cronologia completa delle presenze e delle reti in nazionale ― Turchia | Cronologia completa delle presenze e delle reti in nazionale ― Turchia | Cronologia completa delle presenze e delle reti in nazionale ― Turchia | Cronologia completa delle presenze e delle reti in nazionale ― Turchia | Cronologia completa delle presenze e delle reti in nazionale ― Turchia |
| Data                                                                   | Città                                                                  | In casa                                                                | Risultato                                                              | Ospiti                                                                 | Competizione                                                           | Reti                                                                   | Note                                                                   |
| ---------------------------------------------------------------------- | ---------------------------------------------------------------------- | ---------------------------------------------------------------------- | ---------------------------------------------------------------------- | ---------------------------------------------------------------------- | ---------------------------------------------------------------------- | ---------------------------------------------------------------------- | ---------------------------------------------------------------------- |
| 11-6-2017                                                              | Scutari                                                                | Kosovo                                                                 | 1 – 4                                                                  | Turchia                                                                | Qual. Mondiali 2018                                                    | -                                                                      | 74’                                                                    |
| 9-10-2017                                                              | Turku                                                                  | Finlandia                                                              | 2 – 2                                                                  | Turchia                                                                | Qual. Mondiali 2018                                                    | -                                                                      | 75’                                                                    |
| 9-11-2017                                                              | Cluj-Napoca                                                            | Romania                                                                | 2 – 0                                                                  | Turchia                                                                | Amichevole                                                             | -                                                                      | 45’                                                                    |
| 13-11-2017                                                             | Adalia                                                                 | Turchia                                                                | 2 – 3                                                                  | Albania                                                                | Amichevole                                                             | -                                                                      | 75’                                                                    |
| 23-3-2018                                                              | Adalia                                                                 | Turchia                                                                | 1 – 0                                                                  | Irlanda                                                                | Amichevole                                                             | -                                                                      | 87’                                                                    |
| 27-3-2018                                                              | Podgorica                                                              | Montenegro                                                             | 2 – 2                                                                  | Turchia                                                                | Amichevole                                                             | -                                                                      | 70’                                                                    |
| 28-5-2018                                                              | Istanbul                                                               | Turchia                                                                | 2 – 1                                                                  | Iran                                                                   | Amichevole                                                             | -                                                                      | 65’                                                                    |
| 1-6-2018                                                               | Ginevra                                                                | Tunisia                                                                | 2 – 2                                                                  | Turchia                                                                | Amichevole                                                             | -                                                                      | 46’                                                                    |
| 5-6-2018                                                               | Mosca                                                                  | Russia                                                                 | 1 – 1                                                                  | Turchia                                                                | Amichevole                                                             | -                                                                      | 46’                                                                    |
| 7-9-2018                                                               | Trebisonda                                                             | Turchia                                                                | 1 – 2                                                                  | Russia                                                                 | UEFA Nations League 2018-2019 - 1º turno                               | -                                                                      | 57’                                                                    |
| 25-3-2019                                                              | Eskişehir                                                              | Turchia                                                                | 4 – 0                                                                  | Moldavia                                                               | Qual. Euro 2020                                                        | -                                                                      | 66’                                                                    |
| 30-5-2019                                                              | Adalia                                                                 | Turchia                                                                | 2 – 1                                                                  | Grecia                                                                 | Amichevole                                                             | -                                                                      | 46’                                                                    |
| 8-6-2019                                                               | Konya                                                                  | Turchia                                                                | 2 – 0                                                                  | Francia                                                                | Qual. Euro 2020                                                        | -                                                                      | 85’                                                                    |
| 11-6-2019                                                              | Reykjavík                                                              | Islanda                                                                | 2 – 1                                                                  | Turchia                                                                | Qual. Euro 2020                                                        | -                                                                      | 46’                                                                    |
| 7-9-2019                                                               | Istanbul                                                               | Turchia                                                                | 1 – 0                                                                  | Andorra                                                                | Qual. Euro 2020                                                        | -                                                                      | 90+1’                                                                  |
| 10-9-2019                                                              | Chișinău                                                               | Moldavia                                                               | 0 – 4                                                                  | Turchia                                                                | Qual. Euro 2020                                                        | 1                                                                      | 80’                                                                    |
| 11-10-2019                                                             | Istanbul                                                               | Turchia                                                                | 1 – 0                                                                  | Albania                                                                | Qual. Euro 2020                                                        | -                                                                      | 80’                                                                    |
| 14-11-2019                                                             | Istanbul                                                               | Turchia                                                                | 0 – 0                                                                  | Islanda                                                                | Qual. Euro 2020                                                        | -                                                                      | 81’                                                                    |
| 17-11-2019                                                             | Andorra la Vella                                                       | Andorra                                                                | 0 – 2                                                                  | Turchia                                                                | Qual. Euro 2020                                                        | -                                                                      |                                                                        |
| 3-9-2020                                                               | Sivas                                                                  | Turchia                                                                | 0 – 1                                                                  | Ungheria                                                               | UEFA Nations League 2020-2021 - 1º turno                               | -                                                                      | 46’                                                                    |
| 6-9-2020                                                               | Belgrado                                                               | Serbia                                                                 | 0 – 0                                                                  | Turchia                                                                | UEFA Nations League 2020-2021 - 1º turno                               | -                                                                      | 37’                                                                    |
| 7-10-2020                                                              | Colonia                                                                | Germania                                                               | 3 – 3                                                                  | Turchia                                                                | Amichevole                                                             | -                                                                      | 46’                                                                    |
| 11-10-2020                                                             | Mosca                                                                  | Russia                                                                 | 1 – 1                                                                  | Turchia                                                                | UEFA Nations League 2020-2021 - 1º turno                               | -                                                                      | 90+2’                                                                  |
| 14-10-2020                                                             | Istanbul                                                               | Turchia                                                                | 2 – 2                                                                  | Serbia                                                                 | UEFA Nations League 2020-2021 - 1º turno                               | -                                                                      | 76’                                                                    |
| 11-11-2020                                                             | Istanbul                                                               | Turchia                                                                | 3 – 3                                                                  | Croazia                                                                | Amichevole                                                             | -                                                                      | 46’                                                                    |
| 15-11-2020                                                             | Istanbul                                                               | Turchia                                                                | 3 – 2                                                                  | Russia                                                                 | UEFA Nations League 2020-2021 - 1º turno                               | -                                                                      | 86’                                                                    |
| 18-11-2020                                                             | Budapest                                                               | Ungheria                                                               | 2 – 0                                                                  | Turchia                                                                | UEFA Nations League 2020-2021 - 1º turno                               | -                                                                      | 55’                                                                    |
| 24-3-2021                                                              | Istanbul                                                               | Turchia                                                                | 4 – 2                                                                  | Paesi Bassi                                                            | Qual. Mondiali 2022                                                    | -                                                                      |                                                                        |
| 27-3-2021                                                              | Malaga                                                                 | Norvegia                                                               | 0 – 3                                                                  | Turchia                                                                | Qual. Mondiali 2022                                                    | -                                                                      | 69’                                                                    |
| 30-3-2021                                                              | Istanbul                                                               | Turchia                                                                | 3 – 3                                                                  | Lettonia                                                               | Qual. Mondiali 2022                                                    | -                                                                      | 66’                                                                    |
| 3-6-2021                                                               | Paderborn                                                              | Turchia                                                                | 2 – 0                                                                  | Moldavia                                                               | Amichevole                                                             | -                                                                      | 68’                                                                    |
| 11-6-2021                                                              | Roma                                                                   | Turchia                                                                | 0 – 3                                                                  | Italia                                                                 | Euro 2020 - 1º turno                                                   | -                                                                      | 46’                                                                    |
| 16-6-2021                                                              | Baku                                                                   | Turchia                                                                | 0 – 2                                                                  | Galles                                                                 | Euro 2020 - 1º turno                                                   | -                                                                      | 46’                                                                    |
| 20-6-2021                                                              | Baku                                                                   | Svizzera                                                               | 3 – 1                                                                  | Turchia                                                                | Euro 2020 - 1º turno                                                   | -                                                                      | 64’                                                                    |
| 1-9-2021                                                               | Istanbul                                                               | Turchia                                                                | 2 – 2                                                                  | Montenegro                                                             | Qual. Mondiali 2022                                                    | 1                                                                      | 66’                                                                    |
| 4-9-2021                                                               | Gibilterra                                                             | Gibilterra                                                             | 0 – 3                                                                  | Turchia                                                                | Qual. Mondiali 2022                                                    | -                                                                      |                                                                        |
| 7-9-2021                                                               | Amsterdam                                                              | Paesi Bassi                                                            | 6 – 1                                                                  | Turchia                                                                | Qual. Mondiali 2022                                                    | -                                                                      | 90+1’                                                                  |
| 8-10-2021                                                              | Istanbul                                                               | Turchia                                                                | 1 – 1                                                                  | Norvegia                                                               | Qual. Mondiali 2022                                                    | -                                                                      | 70’ 84’                                                                |
| 24-3-2022                                                              | Porto                                                                  | Portogallo                                                             | 3 – 1                                                                  | Turchia                                                                | Qual. Mondiali 2022                                                    | -                                                                      | 80’                                                                    |
| 18-11-2023                                                             | Berlino                                                                | Germania                                                               | 2 – 3                                                                  | Turchia                                                                | Amichevole                                                             | -                                                                      | 63’                                                                    |
| 21-11-2023                                                             | Cardiff                                                                | Galles                                                                 | 1 – 1                                                                  | Turchia                                                                | Qual. Euro 2024                                                        | 1                                                                      | 33’ 54’                                                                |
| 22-3-2024                                                              | Budapest                                                               | Ungheria                                                               | 1 – 0                                                                  | Turchia                                                                | Amichevole                                                             | -                                                                      | 61’                                                                    |
| 4-6-2024                                                               | Bologna                                                                | Italia                                                                 | 0 – 0                                                                  | Turchia                                                                | Amichevole                                                             | -                                                                      | 55’                                                                    |
| 18-6-2024                                                              | Dortmund                                                               | Turchia                                                                | 3 – 1                                                                  | Georgia                                                                | Euro 2024 - 1º turno                                                   | -                                                                      | 79’                                                                    |
| 22-6-2024                                                              | Dortmund                                                               | Turchia                                                                | 0 – 3                                                                  | Portogallo                                                             | Euro 2024 - 1º turno                                                   | -                                                                      | 46’                                                                    |
| Totale                                                                 |                                                                        | Presenze                                                               | 45                                                                     |                                                                        | Reti                                                                   | 3                                                                      |                                                                        |

## Vita privata
Nel maggio del 2024 è convolato a nozze a Parigi con l'attrice e modella olandese naturalizzata turca Melisa Aslı Pamuk. Il 29 gennaio 2025 è nato ad Atene il primo figlio della coppia, Mylan.

## Palmarès

### Club

#### Competizioni nazionali
- Campionato francese: 1

Lilla: 2020-2021
- Supercoppa francese: 1

Lilla: 2021
- Campionato greco: 1

Olympiados: 2024-2025
- Coppa di Grecia: 1

Olympiacos: 2024-2025

### Individuale
- Capocannoniere dell'Europa League: 1

2020-2021 (7 reti, a pari merito con Borja Mayoral, Gerard Moreno, Pizzi)